# Ibor og Aio
Ibor og Aio var de første langobardisk konger – højest sandsynligt mytologisk – der regerede sammen under langobardernes udvandring fra deres oprindelige hjem i Skandinavien til sydkysten af Østersøen. De var brødre og søn af sibyllen Gambara.
Eksistensen af sådan en diarki (dobbeltkongestyre) er en gennemgående træk i tidlige germanske stammer: alle drengebørn havde de samme arverettigheder uanset af fødselsorden og hvem der var førstefødte, hvilket bevirkede at de ofte blev regeret af regentpar, som her med to brødre, eller at kongedømmet blev opdelt.
Ifølge langobardernes fortællinger fortalt af Paulus Diaconus i Historia gentis Langobardorum, ledte Ibor og Aio langobarderne (der på dette tidspunkt kaldte sig selv "Winnili" – muligvis det samme som vinniler) til "Scoringa" – et område i det nordlige Tyskland, måske ved Elbens udmunding, eller overfor øen Rügen. Langobarderne stødte her sammen med deres nye naboer, Vandalerne, hvis konger Ambri og Assi krævede at de betalte skat til dem. Langobarderne besluttede at de hellere ville kæmpe som frie mænd end at være slave til andre og besejrede vandalerne i et afgørende slag. Ifølge langobardernes legender gengivet i Origo gentis Langobardorum, var det Odins (Godan) kone Frigg (Frea) der sikrede langobardernes sejr, ved at vende Odins seng mod øst, således at det første han så dan han vågnede var langobarderne og deres koner som havde taget deres lange hår op foran ansigtet. Odin udbrød da overrasker: "Hvem er disse langskæggede personer?", hvortil Frigg svarede at nu han havde givet dem et navn (langobard=langskæg), skulle han også give dem sejren.